# Pequeno Jornaleiro
O Pequeno Jornaleiro é uma obra escultórica localizada no município brasileiro do Rio de Janeiro, obra do caricaturista Fritz, pseudônimo de Anísio Oscar Mota. A obra é uma homenagem aos garotos que vendiam jornais pelas ruas da cidade.

## Localização
Sua inauguração ocorreu entre as ruas Ouvidor e Miguel Couto junto à Avenida Rio Branco, muito embora no ano de a escultura tenha sido transferida para a Rua Sete de Setembro durante o Projeto Rio Cidade. Em 11 de janeiro de 2016, no entanto, ela foi retirada da Rua Sete de Setembro e transferida para o Parque Noronha Santos, por causa das obras do VLT. Em 03 de outubro de 2019, o "Pequeno Jornaleiro" foi reinstalado à esquina da Rua do Ouvidor com a Avenida Rio Branco.